# 2001–2002-es magyar jégkorongbajnokság
A 65. első osztályú jégkorongbajnokságban hét csapat indult el. A mérkőzéseket 2001. október 1. és 2002. április 30. között rendezték meg.

## Az alapszakasz végeredménye
|    | Csapat            | M  | GY | D | V  | GK     | Pont |
| -- | ----------------- | -- | -- | - | -- | ------ | ---- |
| 1. | Alba Volán-Fevita | 12 | 12 | 0 | 0  | 126-18 | 24   |
| 2. | Dunaferr          | 12 | 10 | 0 | 2  | 149-22 | 20   |
| 3. | Ferencvárosi TC   | 12 | 8  | 0 | 4  | 58-40  | 16   |
| 4. | Újpesti TE        | 12 | 5  | 0 | 7  | 43-79  | 10   |
| 5. | Győri ETO         | 12 | 4  | 0 | 8  | 40-74  | 8    |
| 6. | Miskolci JJSE     | 12 | 2  | 0 | 10 | 31-119 | 4    |
| 7. | MAC               | 12 | 1  | 0 | 11 | 28-123 | 2    |

## A felsőházi rájátszás végeredménye
|    | Csapat     | M | GY | D | V | GK   | Pont |
| -- | ---------- | - | -- | - | - | ---- | ---- |
| 1. | Alba Volán | 4 | 3  | 0 | 1 | 13-9 | 6    |
| 2. | Dunaferr   | 4 | 1  | 0 | 3 | 9-13 | 2    |

## Az alsóházi rájátszás végeredménye
|    | Csapat          | M  | GY | D | V  | GK     | Pont |
| -- | --------------- | -- | -- | - | -- | ------ | ---- |
| 3. | Ferencvárosi TC | 16 | 14 | 2 | 0  | 105-26 | 29   |
| 4. | Újpesti TE      | 16 | 10 | 1 | 5  | 75-49  | 20   |
| 5. | Miskolci JJSE   | 16 | 6  | 1 | 9  | 72-81  | 13   |
| 6. | Győri ETO       | 16 | 6  | 1 | 9  | 60-71  | 12   |
| 7. | MAC             | 16 | 1  | 1 | 14 | 31-116 | 2    |

## Helyosztók
Döntő: Dunaferr - Alba Volán 4-2 (4-5, 7-4, 2-4, 4-1, 6-2, 4-2)

## A bajnokság végeredménye
1. Dunaferr SE

2. Alba Volán-Fevita

3. Ferencvárosi TC

4. Újpesti TE

5. Miskolci Jegesmedve JSE

6. Győri ETO

7. MAC

## A bajnokság különdíjasai
- A legjobb kapus: Budai Krisztián (Alba Volán-FeVita)
- A legjobb hátvéd: Tokaji Viktor (Dunaferr)
- A legjobb csatár: Ladányi Balázs(Dunaferr)
- A legjobb külföldi játékos: Ferjo Jaroslav  (Dunaferr)
- A legtechnikásabb játékos (Miklós Kupa): Ocskay Gábor (Alba Volán-FeVita)

## Külső hivatkozások
- a Magyar Jégkorong Szövetség hivatalos honlapja